# El Kab
El Kab es actual nombre de la ciudad de Nejab, una localidad que fue la capital del III nomo del Alto Egipto a partir de la dinastía XVIII, durante el Imperio Nuevo. Situación: 25° 07′ N 32° 48′ E 
- Nombre egipcio: Nejab, griego: Ilitiáspolis, romano: Eileithyaspolis, árabe: El Kab.

## Historia
Fue una importante ciudad en la época predinástica, en tiempos de las primeras dinastías y durante el Imperio Nuevo. La anterior capital del nomo fue Hieracómpolis y, posteriormente, Nejab fue sustituida por Latópolis (Esna). En la localidad se veneraba a la diosa Nejbet, asociada posteriormente con la deidad griega Ilitía.

## Restos arqueológicos
- La necrópolis predinástica
- El gran recinto amurallado
- Ruinas del templo de Nejbet, de época de Tutmosis III, con posteriores ampliaciones
- Ruinas del templo de Thot
- Las tumbas hipogeos para nobles de la dinastía XVIII:

Ahmose Pennejbet (n.º 2)
Paheri, nieto de Ahmose (n.º 3)
Ahmose, hijo de Ebana (n.º 5)
Renni
Setu